# Almatský duchovní seminář
Almatský duchovní seminář je vyšší vzdělávací instituce ruské pravoslavné církve sídlící v Kazachstánu. Seminář připravuje budoucí kleriky, regenty a psalomščiky.

## Historie
Dne 29. ledna 1991 bylo rozhodnutím Svatého synodu zřízeno duchovní učiliště. Zpočátku se učiliště nacházelo u soboru svatého Mikuláše v Almaty. Doba studia byla dva roky.
Roku 1996 byla škola přenesena do městské části Dorožnik.
Dne 17. července 2001 byla délka studia prodloužena na čtyři roky.
Dne 26. července 2010 bylo učiliště rozhodnutím Svatého synodu přeměněno na duchovní seminář. Rektorem byl jmenován kandidát bohosloví archimandrita Gennadij (Gogolev), který byl zároveň odvolán z funkce rektora Kostromského duchovního semináře.
V červenci 2011 byla v semináři zřízena misijní teologická fakulta s distančním vzděláním.